# Flint, Michigan
Flint är en industristad i Genesee County i delstaten Michigan, USA. Flint är administrativ huvudort (county seat) i Genesee County. Staden hade vid senaste folkräkningen en befolkning på 102 434 invånare.
Staden har genom Michael Moores produktion (bland annat filmen Roger och jag, 1989) fått viss uppmärksamhet även utanför USA. Staden drabbades hårt i samband med General Motors beslut under 1980-talet att lägga ner sina fabriker i staden. Staden har under senare år fått epitetet "USA:s farligaste stad" då kriminaliteten i staden skjutit i höjden sedan 1980-talet.